# Darkane
Darkane (previamente llamada Agretator) es una banda de thrash metal y death metal formada en Helsingborg, Suecia. Se caracteriza por agregar en ciertas ocasiones elementos sinfónicos a su música, tales como orquestas completas, coros, e interludios acústicos. El nombre es una conjunción de las palabras inglesas dark y arcane, que en español significa misteriosa oscuridad.

## Discografía
- 1999 - Rusted Angel
- 2001 - Insanity
- 2002 - Expanding Senses
- 2005 - Layers of Lies
- 2008 - Demonic Art
- 2013 - The Sinister Supremacy